# Sara Josephine Baker
Pour les articles homonymes, voir Baker.
Sara Josephine Baker (15 novembre 1873 à Poughkeepsie, État de New York - 22 février 1945) est une femme médecin américaine qui est surtout connue pour son travail en santé publique, particulièrement à New York.
La première agence municipale de santé des États-Unis a été fondée en 1866 : le Metropolitan Board of Health de New-York. En 1908, grâce aux efforts de Sara Josephine Baker, médecin de l'agence, New-York est aussi la première ville américaine à se doter d'un service d'hygiène infantile. Baker peut alors appliquer son programme de lutte contre la mortalité infantile, l'ignorance et la pauvreté, communes dans le milieu urbain de cette époque.
Les résultats sont tels que le président Theodore Roosevelt crée en 1912 le Federal Children's Bureau, le premier organe fédéral de santé maternelle et infantile des États-Unis. En 1917, Baker fait observer que le taux de mortalité des bébés nés aux États-Unis est plus élevé que celui des soldats au front pendant la Première Guerre mondiale, ce qui contribue à faire connaître ses travaux.
En 1921, la mesure du Sheppard-Towner Act permet d'utiliser des fonds fédéraux pour financer des programmes de santé infantile au niveau des États. Lorsqu'elle quitte ses fonctions en 1923, elle est célébrée pour avoir sauvé la vie de plus de 90 000 enfants.
Elle a traqué, deux fois, Mary Typhoïde, une porteuse asymptomatique de cette maladie, tout comme elle a notablement relevé les conditions d'hygiène des immigrants demeurant dans Hell's Kitchen, un quartier pauvre de New York.

## Publications
- (en) Fighting for Life  (préf. Hellen Epstein), The New York Review of Books, coll. « NYRB Classics », 4 septembre 2013, 304 p. (ISBN 978-1-59017-706-8)
- (en) The Growing Child, Little, Brown, and Co., 1923 (lire en ligne)
- (en) Healthy Mothers : A volume devoted to the health of the expectant mother and the care and welfare of the child, Little, Brown, and Co., 1920
- (en) Healthy babies; a volume devoted to the health of the expectant mother and the care and welfare of the child, The Federal Publishing Company, 1920 (lire en ligne)
- (en) Healthy Children : A volume devoted to the health of the growing child, The Federal Publishing Co., 1920 (lire en ligne)
- (en) Child Hygiene, (inconnu), 1925  — Mentionné par Encyclopedia Britannica et PMC.
- (en) A Child Health Survey of New York State; an inquiry into the measures being taken in the different counties for conserving the health of children, New York state league of women voters, 1922 (lire en ligne)